# Figuren aus der Twilight-Reihe
In diesem Artikel werden wichtige Figuren aus den vier Bänden der Twilight-Romanreihe von Stephenie Meyer beschrieben. Hierbei handelt es sich um die folgenden Werke:
- Band 1: Bis(s) zum Morgengrauen
- Band 2: Bis(s) zur Mittagsstunde
- Band 3: Bis(s) zum Abendrot
- Band 4: Bis(s) zum Ende der Nacht

Band 1 wurde 2008 unter dem Titel Twilight – Biss zum Morgengrauen verfilmt, Band 2 (New Moon – Biss zur Mittagsstunde) kam im November 2009, Band 3 (Eclipse – Biss zum Abendrot) im Juni 2010 in die Kinos. Band 4 (Bis(s) zum Ende der Nacht) wurde in zwei Teilen in die Kinos gebracht. Breaking Dawn – Biss zum Ende der Nacht, Teil 1 lief im November 2011 in den Kinos an und Breaking Dawn – Biss zum Ende der Nacht, Teil 2 hatte seinen Erscheinungstermin im November 2012.

## Hauptcharaktere

### Isabella „Bella“ Marie Cullen, geb. Swan
Isabella Marie Swan, genannt Bella, geboren am 13. September 1987 in Forks, ist die Tochter von Charlie Swan und Renée Dwyer. Ihre Eltern trennten sich schon bald nach ihrer Geburt, so dass sie bei ihrer Mutter in Phoenix aufwuchs und ihren Vater nur während der Schulferien in Forks besuchte.
Im Alter von 17 Jahren zieht sie von Phoenix nach Forks, da ihre Mutter den Baseballprofi und späteren Trainer Phil Dwyer geheiratet hat und mit diesem zusammen umziehen will. In Forks besucht sie die Forks High School, wo sie bald darauf den Vampir Edward Cullen kennenlernt und sich in ihn verliebt. Die beiden heiraten, als Bella 18 Jahre alt ist und zeugen in den Flitterwochen ihr gemeinsames Kind Renesmee Carlie (Cullen), einen Halbvampir mit übernatürlichen Fähigkeiten. Bei der Geburt kommt Bella beinahe ums Leben und kann nur gerettet werden, indem Edward sie „verwandelt“, d. h., zu einem Vampir macht (11. September 2006). Nach ihrer Verwandlung lebt sie zusammen mit Ehemann und Kind im Familienverbund des Cullen-Clans. Es stellt sich heraus, dass sie nicht nur über die für Vampire typischen übermenschlichen Fähigkeiten wie Kraft, Ausdauer, Wendigkeit und enormes Wahrnehmungsvermögen verfügt, sondern zudem auch eine Art Schutzschild erzeugen kann, welches sie und andere Personen vor übersinnlichen Kräften feindlicher Vampire schützen kann, und dass sie eine übernatürliche Selbstbeherrschung hat, und somit als Neugeborene dem Blut von Menschen widerstehen kann.

### Edward Anthony Masen Cullen
Edward Cullen wurde am 20. Juni 1901 als Edward Anthony Masen jr. geboren. Während einer Epidemie der spanischen Grippe in Chicago im Jahr 1918 starben seine Eltern. Seine Mutter bat Carlisle Cullen ihren Sohn zu retten. Carlisle war in dem Krankenhaus, in dem sie lag, als Arzt tätig. Aus Mitleid mit Edward verwandelte er diesen daraufhin in einen Vampir. Er hat die Gabe, die Gedanken anderer Lebewesen lesen zu können. Eine Ausnahme hierzu ist Bella, denn ihre Gedanken bleiben Edward verborgen.
Edward lernt Bella kennen und verliebt sich ebenfalls in sie. In einem späteren Teil der Filmreihe heirateten sie. Nach der Geburt ihrer gemeinsamen Tochter Renesmee verwandelt er Bella in einen Vampir, um sie vor dem Tod zu bewahren. Edward ist musikalisch begabt und sehr belesen. Zudem mag er sportliche Automobile, wie fast alle Mitglieder des Cullen-Clans.

### Jacob „Jake“ Black
Jacob ist ein junger Indigener vom Stamm der Quileute und lebt im Ureinwohnerreservat La Push. Da sein Vater mit Charlie Swan befreundet ist, kennen sich Jacob und Bella schon seit ihrer Kindheit. Er ist es, der Bella zum ersten Mal darauf hinweist, dass die Cullens „kalte Wesen“ (so die Bezeichnung der Quileute für Vampire) sind. Da die Quileute mit Vampiren verfeindet sind, heißt er Bellas Beziehung zu Edward nicht gut, was dadurch verstärkt wird, dass er selbst in sie verliebt ist. Die Ablehnung den Cullens gegenüber verstärkt sich nachdem er anfängt, seine wahre Identität kennen zu lernen, denn Jacob ist ein Werwolf. Er kann sich, nach Belieben, in einen Wolf verwandeln. Nach einer alten Quileute-Sage setzt der Verwandlungsprozess dann ein, wenn die „kalten Wesen“ in der Nähe auftauchen und somit den Stamm "bedrohen". Obwohl Bella auch starke Gefühle für Jacob empfindet, entscheidet sie sich doch für Edward. Selbst dann versucht Jacob weiterhin Bella ein guter Freund zu sein.  
Für sie verlässt er sein Wolfsrudel, als dieses beschließt, Bellas ungeborenes Kind Renesmee zu töten. Das kann er allerdings nicht akzeptieren, da das Rudel somit auch Bella umbringen müsste. Nach der Geburt erkennt er bald, dass von Renesmee keine Gefahr ausgeht, denn Jacob "prägt sich auf sie". Das bedeutet, dass er sich auf besondere Weise zu ihr hingezogen fühlt und weiß, dass er sein Leben nur mit ihr verbringen kann. Jacob schafft es ein freundschaftliches Bündnis zwischen den Cullens und den Quileute-Wölfen zu schmieden, sodass die Wölfe den Cullens bei der drohenden Schlacht gegen die Volturi (die führende Vampirgruppe) zur Seite stehen. Im Rahmen dieser Auseinandersetzung stellt sich heraus, dass es sich bei den Quileute zwar um Gestaltwandler, die die Gestalt von Wölfen annehmen können, aber nicht um Werwölfe im engeren Sinne handelt. So kann zukünftig trotz der historisch gewachsenen Feindschaft zwischen Vampiren und Werwölfen eine Freundschaft zwischen den Quileute und den Cullens entstehen.

### Renesmee Carlie Cullen
Renesmee ist das Kind von Bella und Edward. Da Bella zum Zeitpunkt ihrer Zeugung noch ein Mensch war, ist sie halb Mensch, halb Vampir. Somit hat sie ein schlagendes Herz, welches Blut durch ihre Adern pumpt, aber auch die speziellen Fähigkeiten der Vampire. Sie wächst deutlich schneller als normale Menschen und kann schon nach wenigen Wochen reden und laufen. Aufgrund der Erfahrungen, die ein anderer Halbvampir gemacht hat, wird davon ausgegangen, dass sie mit etwa sieben Jahren ausgewachsen sein wird und ein deutlich längeres Leben als gewöhnliche Menschen führen kann, ohne dabei zu altern. Ernähren kann sie sich sowohl von Blut, wie die Vampire, als auch von Nahrungsmitteln für Menschen. Renesmee besitzt eine ähnliche Gabe wie ihr Vater, was bedeutet, dass sie anderen Personen durch bloße Berührung ihre Gedanken mitteilen kann. Ihre beiden Vornamen setzen sich aus den Vornamen der Großmütter (Renée und Esme) sowie die Großväter (Carlisle und Charlie) zusammen. Von Jacob Black bekommt sie den Spitznamen „Nessie“.

## Bellas Familie

### Charlie Swan
Charlie Swan ist Bellas Vater und Polizeichef in Forks. Seit der Trennung von seiner Frau Renée, die ihn verließ, als Bella ein Jahr alt war, lebt er alleine. Lange Zeit konnte Bella ihn nur in den Schulferien besuchen, ehe sie im Alter von 17 Jahren zu ihm zieht. Sein großes Hobby ist das Angeln, wobei er oft zusammen mit Harry Clearwater, einem befreundeten Quileute, angeln geht. Auch mit seinem im Rollstuhl sitzenden Freund Billy Black verbringt er sehr viel Zeit.
Nachdem Edward Cullen Bella im 2. Band verlassen hat, hegt er eine große Abneigung gegen ihn, die er auch nach seiner Rückkehr nicht gänzlich ablegt. Bis nach Bellas Verwandlung hält er die Cullens und die Quileute für ganz „normale“ Menschen. Um weiterhin Anteil an Bellas und Renesmees Leben haben zu können, wird er zu einem gewissen Teil in die Geheimnisse der Quileute und der Vampire eingeweiht, wobei er jedoch selbst so wenig Einzelheiten wie möglich wissen will. So weiß er beispielsweise zwar, dass Bella nicht mehr die „Alte“ ist, jedoch nicht was sie und die Cullens genau sind. Zum Ende von Band 4 bahnt sich eine Romanze zwischen Charlie und Sue Clearwater, der Witwe von Harry Clearwater, an.

### Renée Dwyer
Sie war mit Charlie Swan verheiratet. Aus dieser Beziehung stammt die gemeinsame Tochter Bella. Als diese 1 Jahr alt war, verließ Renée mit ihr Forks und zog nach Phoenix. Bis zu ihrem Umzug nach Forks lebte Bella dort bei ihr. In zweiter Ehe ist sie mit Phil Dwyer, einem ehemaligen Baseballprofi und heutigem Baseballtrainer, verheiratet.

### Phil Dwyer
Er ist der zweite Ehemann von Bellas Mutter Renée. Früher war er Baseballprofi, heute ist er Baseballtrainer mit einer Anstellung in Florida. Dass seine Frau mit ihm dorthin ziehen wollte, war der Anlass dafür, dass Bella im Alter von 17 Jahren aus Phoenix (Arizona) nach Forks zog, um dem neuen Glück ihrer Mutter nicht im Wege zu stehen.

## Vampire aus dem Cullen-Zirkel
Der Cullen-Clan stellt innerhalb der Vampir-Gemeinschaft insofern eine Besonderheit dar, als er komplett auf Menschenblut verzichtet und sich ausschließlich von Tierblut ernährt. Die Cullens nennen sich deshalb scherzhaft „Vegetarier“. Der Verzicht auf Menschenblut ist für Vampire nur mit großer Selbstbeherrschung und langer Übung möglich, erleichtert jedoch das Zusammenleben mit Menschen. Um ihren Durst auf Blut zu stillen, gehen die Cullens regelmäßig in der Wildnis auf die Jagd nach wilden Tieren, wie Bären, Pumas oder Rotwild. Neben den Cullens ist nur noch eine weitere Vampirgruppe bekannt, die dem Menschenblut entsagt hat; hierbei handelt es sich um den Denali-Clan. Nach außen hin geben die Cullens vor, dass Esme und Carlisle die Eltern sind, während die Kinder angeblich alle adoptiert worden sind. So soll der recht geringe Altersunterschied zwischen „Eltern“ und „Kindern“ erklärt werden. Die blasse Haut der Kinder begründet die Familie durch die Herkunft der „Adoptivkinder“ aus Alaska.

### Mary Alice Brandon Cullen
Alice Cullen, geboren 1901 als Mary Alice Brandon, hat die Gabe, in die Zukunft sehen zu können. Darüber hinaus reagiert sie außergewöhnlich sensibel auf nichtmenschliche Wesen und weiß immer, ob andere Vampire in der Nähe sind und ob diese eine Bedrohung für die Cullen-Familie darstellen. Da sie schon als Mensch zukünftige Ereignisse vorausgesehen hatte, wurde sie bereits in jungen Jahren in eine psychiatrische Anstalt eingewiesen. Dort wird sie von einem Vampir gejagt (James).
Ehe dieser sie töten kann, wird sie zu ihrem Schutz von einem anderen Vampir verwandelt. Da dieser jedoch kurz darauf getötet wird, ist Alice zunächst auf sich allein gestellt. In einer ihrer Visionen sieht sie Jasper und macht sich auf die Suche nach ihm. Die beiden finden sich und werden ein Paar. Gemeinsam schließen sie sich später den Cullens an, da ihnen deren Lebensstil zusagt. Alice akzeptiert Bella von Anfang an und die beiden werden im Laufe der Zeit beste Freundinnen. Bei Bellas und Edwards Hochzeit fungiert sie als Hochzeitsplanerin und Brautjungfer.

### Carlisle Cullen
Er ist der Gründer des Cullen-Clans. Geboren wurde er um 1640 in London. Sein Vater war ein Priester, der mit brutalen Mitteln gegen vermeintliche Hexen, Vampire und andere Wesen vorging. Als Carlisle mit 23 Jahren einen echten Vampir jagte, wurde er von ihm gebissen und somit verwandelt. Nachdem er begriffen hatte, was aus ihm geworden war, versuchte er, sich umzubringen, was ihm jedoch nicht gelang. Da er über ein großes Mitgefühl für Leidende verfügt, beschloss er, sich mit seinem Schicksal zu arrangieren und wurde Arzt, um den Menschen zu helfen. Im Laufe der Jahrhunderte verwandelte er mehrere Menschen, die aus seiner Sicht seines Mitgefühls bedurften, darunter Esme, Edward, Emmett und Rosalie. Carlisle ist einer der ersten Vampire, die beschlossen, gänzlich auf Menschenblut zu verzichten. In Forks ist er als Arzt im städtischen Krankenhaus tätig. Nach außen hin sind er und seine Frau Esme die Adoptiveltern für Alice, Edward, Emmett, Jasper und Rosalie.

### Emmett McCarty Cullen
Emmett wurde 1915 als Emmett McCarty in Tennessee geboren. Als er 1935 in den Smokey Mountains auf der Jagd war, verletzte ihn ein Bär so schwer, dass er dem Tod nahe war. Rosalie war währenddessen in diesem Gebiet jagen und wurde von Emmetts Blutgeruch angelockt. Sie brachte den schwerverletzten Emmett zu Carlisle, der ihn verwandelte. 
Während Rosalie ihn zu Carlisle trug und  während seiner Verwandlung in einen Vampir hielt er Rosalie für einen Engel und Carlisle für Gott. Das Leben als Vampir akzeptierte er klaglos, weil Rosalie und Carlisle auch Vampire waren. Emmett und Rosalie verliebten sich ineinander und heirateten, was sie im Laufe der Zeit auch öfters wiederholt haben.
Er besitzt keine besonderen Gaben wie Alice oder Edward, gilt jedoch als der körperlich stärkste Vampir des Cullen-Clans.

### Esme Anne Platt Evenson Cullen
Esme wurde 1892 als Esme Anne Platt, später verh. Evenson, in Columbus, Ohio geboren. Nachdem ihr Sohn aus ihrer ersten Ehe mit einem gewalttätigen Ehemann ums Leben gekommen war, verletzte sie sich beim absichtlichen Sturz von einer hohen Klippe so schwer, dass keine Überlebenschance bestand. Carlisle wurde zu ihrem Sterbebett gerufen und erkannte in ihr das Mädchen, das er 10 Jahre zuvor bereits wegen eines gebrochenen Beines behandelt hatte.
Die Erinnerungen an das fröhliche junge Mädchen von damals brachten ihn dazu sie in einen Vampir zu verwandeln.
Sie verliebten sich bald darauf ineinander und heirateten.
Sie übernimmt zusammen mit ihrem Ehemann die Rolle der Adoptiveltern für die restlichen Cullens. Übersinnliche Fähigkeiten besitzt sie nicht, jedoch wird ihre Fürsorglichkeit und leidenschaftliche Liebe für andere besonders hervorgehoben.

### Jasper Whitlock Hale Cullen
Jasper wurde 1843 als Jasper Whitlock geboren und war Major der Südstaaten-Armee im Sezessionskrieg. Er wurde 1863 verwandelt. Aufgrund seiner militärischen Erfahrung kämpfte er in vielen Schlachten zwischen rivalisierenden Vampirclans.
Irgendwann verspürte er jedoch eine Abneigung gegen den Genuss von Menschenblut und das damit verbundene Töten. Auf seiner Suche nach Alternativen fand ihn 1948 Alice, die mit ihm zusammen zu den Cullens kam. Da er die umfangreichste Kampferfahrung des Cullen-Clans hat, wird auf seinen Rat großen Wert gelegt, wenn Kämpfe anstehen. Zudem verfügt er über die Gabe, die Stimmung anderer zu beeinflussen. Obwohl er Bella bei ihrer Geburtstagsparty beinahe umgebracht hätte, akzeptiert auch er sie als Mitglied der Familie Cullen, als Bella über ihre Sterblichkeit abstimmen lässt. Generell fällt ihm der Verzicht auf Menschenblut schwer, da er sich relativ lange davon ernährt hat, ehe er auf die „vegetarische“ Lebensweise umstieg. Von außen hin gibt er wegen der Ähnlichkeit zu Rosalie vor, ihr Zwillingsbruder zu sein, daher auch der Nachname Hale,
in Wirklichkeit sind die beiden aber nicht biologisch verwandt.

### Rosalie Lillian Hale Cullen
Rosalie wurde 1915 in Rochester, New York geboren. Ihre Familie stammte aus dem mittleren Bürgertum, ihr Vater hatte einen Job als Bankangestellter und ihre Mutter kümmerte sich um sie und ihre zwei kleinen Brüder. Seit ihrem zwölften Lebensjahr war sie sehr schön, so dass sie mit achtzehn als schönstes Mädchen der Stadt, möglicherweise sogar als schönstes Mädchen des Bundesstaates New York galt.
Ihre Eltern wollten schon immer in höhere Kreise aufsteigen und sahen in Rosalies Schönheit den Schlüssel dazu.
Als ihr Vater eines Tages vergaß sein Essen mitzunehmen, schickte ihre Mutter sie zur Bank um es ihm zu bringen, wobei der Sohn des Bankbesitzers Royce King II auf sie aufmerksam wurde und ihr von da an jeden Tag Rosen schickte.
Nach zwei Monaten verlobten sie sich. Als Rosalie eine Woche vor der Hochzeit spät abends von ihrer Freundin nach Hause kam, begegnete sie einer Gruppe betrunkener Männer, darunter auch ihr Verlobter. Sie wurde von ihm und dessen Freunden brutal vergewaltigt und schwer verletzt.
Carlisle, welcher durch ihren Blutgeruch angelockt wurde, fand sie auf der Straße dem Tod näher als dem Leben. Mit dem Hintergedanken, sie könnte Edwards Partnerin werden, verwandelte er sie in einen Vampir. Nach ihrer Verwandlung nahm Rosalie Rache an ihren Peinigern, trank aber nie ihr Blut, da der Gedanke sie anekelte.
Neben Carlisle (und später Bella) ist sie die Einzige, die nie menschliches Blut getrunken hat.
Entgegen Carlisles Erwartungen zeigten Rosalie und Edward aber kein Interesse aneinander. Rosalie findet aber in Emmett ihren Partner. Trotz des Glücks mit Emmett kann sich Rosalie mit ihrem Dasein als Vampir nie anfreunden und wäre ihren eigenen Angaben zufolge lieber gestorben, als ein Vampir geworden. In ihrem Inneren wäre sie gerne noch ein Mensch, unter anderem, weil sie gerne Kinder gehabt hätte. Deshalb kann sie nicht verstehen, warum Bella unbedingt ein Vampir werden will, so dass zwischen den beiden lange eine große Spannung herrscht.
Rosalie kümmert sich später um die schwangere Bella, da sie ihr somit helfen kann, einen Traum zu verwirklichen, der für sie selbst undenkbar ist. Rosalie ist mit Emmett verheiratet. Von außen gibt sie vor die Zwillingsschwester von Jasper zu sein, daher auch der Nachname Hale.

## Amerikanische Ureinwohner vom Stamm der Quileute (ausgesprochen "Kwileïute")

### Billy Black
Billy sitzt seit vielen Jahren nach einem schweren Unfall, bei dem seine Ehefrau starb, im Rollstuhl. Er kennt sich sehr gut in den Sagen der Quileute aus und warnt Bella schon früh vor den „Kalten Wesen“, also den Vampiren. Sowohl sein Vater als auch sein Großvater waren Gestaltwandler und die Führer des jeweiligen Wolfsrudels. In seiner Generation wurde diese Fähigkeit übersprungen, aber auch sein Sohn Jacob ist ein Gestaltwandler. Er hat außer Jacob noch zwei Töchter, die Zwillinge Rachel und Rebecca.

### Sam Uley
Er ist der Leitwolf des aktuellen Wolfsrudels der Quileute und der erste, der sich verwandelt hat. Sein Führungsanspruch wird jedoch später von Jacob in Frage gestellt, als Sam der Meinung ist, Bellas ungeborenes Kind müsste getötet werden, da es eine Gefahr für die Quileute darstellt. Nach einem Streit mit Jacob spaltet sich das Rudel – Jacob, Leah und Seth (später auch Quil und Embry) bilden ein eigenes Rudel unter Jacobs Führung. Sam hat eine Verlobte namens Emily, auf die er sich geprägt hat.

### Harry, Sue, Leah und Seth Clearwater
Die Clearwaters gehören zum Indianerstamm der Quileute und wohnen im Indianerreservat La Push. Harry und Sue Clearwater sind die Eltern, Leah und Seth deren Kinder.
Harry, ein guter Freund von Bellas Vater Charlie Swan, stirbt jedoch in Band 2 an einem Herzinfarkt. Sue lebt danach zunächst alleine. Im vierten Band wird angedeutet, dass sie und Charlie ein Paar werden.
Leah wird als Erste der beiden Geschwister zum Werwolf, danach tritt auch Seth Sams Rudel bei mit erst 15 Jahren. Im Band 4 verlassen sie das von Sam Uley geführte Rudel und schließen sich nach dem Streit über die Frage, ob Bellas und Edwards Kind getötet werden soll, Jacob an, sodass ein neues Rudel entsteht. Des Weiteren werden Seth und Edward gute Freunde, während Leah die Cullens nicht leiden kann.

### Quil Ateara Junior und Embry Call
Quil und Embry sind die besten Freunde von Jacob Black und ebenfalls Gestaltwandler. Im vierten Band schließen sie sich dem abtrünnigen Rudel von Jacob an.

### Paul und Jared
Paul und Jared waren der 2. und 3. Wolf, die sich dem Rudel um Sam angeschlossen haben. Paul rastet schnell aus und er ist auf Rachel Black, Jakes Schwester, geprägt. Jake hält nicht viel von Paul, hat aber keine Probleme mit ihm. Jared ist auf Kim, eine Schulfreundin, die seit langem in ihn verliebt ist, geprägt.

## Sonstige Vampire

### Volturi
Bei den Volturi handelt es sich um eine über dreitausend Jahre alte, im italienischen Volterra ansässige Vampirsippe. Die drei Führer der Gruppe, Aro, Caius und Marcus sehen sich in einer besonderen Rolle, da sie, so zumindest ihre Außendarstellung, darüber wachen, dass weltweit das Geheimnis der Vampire gewahrt bleibt. Dies beinhaltet, dass sie für sich das Recht in Anspruch nehmen, all jene, die dieses Geheimnis zu lüften drohen, eliminieren zu lassen. Hierzu setzen sie eine Truppe von Kämpfern, die sog. Wache, ein. Manche Vampire vertreten jedoch die Ansicht, dass es den Volturi um mehr als nur um die Wahrung des Geheimnisses, nämlich um eine Art Herrschaft über alle Vampire geht. 
Aro verfügt über die Gabe, bei Berührung alle Gedanken die sein Gegenüber je gedacht hat, lesen zu können, was jedoch bei Bella nicht funktioniert. Marcus kann Beziehungen spüren, so ist er auch überrascht darüber, wie innig die Beziehung zwischen Bella und Edward ist. Caius hat kein besonderes Talent. 
Zur Wache der Volturi gehören verschiedene Vampire mit unterschiedlichen Gaben, welche aufgrund ihres hohen taktischen Werts von den Volturi rekrutiert wurden. Alec verfügt über die Gabe, anderen jegliche Wahrnehmung rauben zu können, sodass seine Gegenüber dann nichts mehr sehen, hören, fühlen oder riechen können. Chelsea ist in der Lage, Beziehungen zwischen Personen zu beeinflussen. Sie kann sowohl bestehende Bindungen verstärken als auch Verbindungen lösen. Lediglich die Kraft der Liebe vermag dieser Gabe zu widerstehen. Demetri ist der „Spürhund“ der Volturi, da er weltweit der beste „Tracker“ ist (Tracker sind Vampire, die den Spuren von anderen Wesen auch über große Entfernungen folgen können und die erst dann von der Spur ablassen, wenn sie ihr Opfer gefunden haben). Jane, Alecs Zwillingsschwester, wiederum, kann anderen Vampiren oder Menschen ohne jegliche Berührung massiven mentalen Schmerz zufügen. Zur Wache der Volturi gehörte früher auch Eleazar, der sich nach seinem Ausstieg dem Denali-Clan anschloss und seitdem mit Carmen zusammen ist.

### Denali-Clan
Der in der Nähe des Denali in Alaska lebende Denali-Clan bestand ursprünglich neben Irina, Kate und Tanya auch aus ihrer Schöpferin, Sasha, die jedoch schon vor vielen Jahren von den Volturi getötet wurde, weil sie ein unsterbliches Kind namens Vasilii geschaffen hat, d. h., ein Kleinkind in einen Vampir verwandelt hat. Da solche unsterblichen Kinder nicht in der Lage sind, das Geheimnis der Vampire zu wahren, steht hierauf die Todesstrafe. Später kamen noch Eleazar und Carmen hinzu. Sie alle leben in Alaska und sind, ebenso wie die Cullens, „Vegetarier“, d. h., sie verzichten auf den Verzehr von menschlichem Blut. Irina geht eine Beziehung mit Laurent, einem Vampir aus dem Zirkel um James und Victoria ein. Als dieser beim Versuch, Bella zu töten, von den Quileute-Werwölfen getötet wird, entwickelt sie eine starke Antipathie gegen den Cullen-Clan und dessen Freunde. So kommt es, dass sie Bella und Edward bei den Volturi denunziert, als sie Renesmee sieht und diese ebenfalls für ein unsterbliches Kind hält. Als herauskommt, dass ihre Anklage falsch ist, wird sie hierfür vom Volturi Caius gestraft und getötet. Der Rest des Clans ist bereit, die Cullens im drohenden Kampf gegen die Volturi zu unterstützen. Eleazar hat die Gabe, die Fähigkeiten anderer Vampire zu erkennen, weshalb er früher in Diensten der Volturi stand. Er erkennt auch Bellas Fähigkeiten zuerst. Außerdem kommt noch Garrett dazu, Kates neuer Gefährte.

### Zirkel um James und Victoria
James, Victoria und Laurent lebten als Nomaden in Nordamerika. Eines Tages treffen sie in der Nähe von Forks auf den Cullen-Clan, wobei James den süßen Duft Bellas wittert und sie daraufhin töten will. Dies wird jedoch durch die Cullens verhindert, indem sie James vernichten. Laurent schließt sich kurzzeitig dem „vegetarisch“ lebenden Denali-Clan an und geht eine Beziehung mit Irina ein. Später versucht er jedoch zusammen mit Victoria den Tod von James zu rächen und verlässt Denali wieder. Kurz bevor er Bella umbringen kann, wird er von den Quileute-Werwölfen getötet. Victoria schmiedet weiter Rachepläne und erschafft hierfür in Seattle eine Armee von "Neugeborenen", die sie gegen die Cullens in Marsch setzt. In einer gemeinsamen Aktion der Cullens und Werwölfe gelingt es jedoch, sie zu besiegen und Victoria mitsamt ihrer Neugeborenen-Armee zu vernichten.

### Die Rumänen
Der Zirkel der Rumänen besteht aus den Vampiren Stefan und Wladimir. Beide sind sehr alte Vampire, etwa genau so alt wie die Volturi. In früheren Jahren gehörten sie zu den mächtigsten Vampiren weltweit, dann aber wurden sie von den Volturi entmachtet und sind seither auf Rache aus. Im vierten Band sind sie bereit, den Cullen-Clan beim drohenden Kampf gegen die Volturi zu unterstützen.

### Der Ägyptische Zirkel
Der Ägyptische Zirkel besteht aus den Vampiren Amun, Kebi, Benjamin und Tia. Amun hat Benjamin erschaffen, im Wissen, dass er etwas Großes sein wird und hatte damit Recht: Benjamin ist in der Lage, die vier Elemente mit der Kraft seiner Gedanken zu steuern.

### Zirkel der Amazonen
Der Zirkel der Amazonen besteht aus Kachiri, Senna und Zafrina und wohnt im Regenwald. Zafrina hat die Gabe, andere Personen bestimmte Eingebungen haben zu lassen.

### Der irische Zirkel
Der irische Zirkel besteht aus Maggie, Siobhan und Liam. Letztere sind ein Paar. Maggie hat das Talent, zu wissen, ob etwas wahr oder unwahr ist. Carlisle glaubt, dass Siobhan die Gabe hat, etwas durch Wünsche zu erzwingen, sie selbst glaubt jedoch nicht daran.

## Sonstige Menschen

### J. Jenks alias Jason Scott
Er betreibt eine Rechtsanwaltskanzlei in Seattle, kann allerdings auch illegal gefälschte Papiere von so hoher Qualität beschaffen, dass sie nicht von Originalen zu unterscheiden sind. Bella ordert bei ihm Geburtsurkunden und Reisepässe für Renesmee und Jake sowie einen Führerschein für Jake. Mittels dieser Papiere soll den beiden die Flucht ermöglicht werden, falls der Kampf der Cullens und ihrer Verbündeten gegen die Volturi verloren gehen sollte. Jenks/Scott war, wie er sagt, vorher schon häufiger für die Cullens mit dem Erstellen gefälschter Papiere betraut. Bei vorherigen Bestellungen wurde er von Jasper unter Druck gesetzt, da dieser bekanntlich Gefühle manipulieren kann. Jenks/Scott erwähnt ihn hin und wieder als „Mr. Jasper“.

### Mike Newton
Mike ist ein Schulfreund Bellas, der in sie verliebt ist, sich jedoch eine Abfuhr einhandelt, als er sie fragt, ob sie mit ihm zum Schulball gehen will. Seine Eltern besitzen ein großes Sport- und Outdoorgeschäft in Forks, in welchem sowohl er als auch Bella aushilfsweise arbeiten. Er ist zeitweise mit Jessica Stanley zusammen.

### Angela Weber
Sie ist eine gute Freundin Bellas, die jedoch darunter leidet, dass Bella aufgrund ihrer intensiven Beziehung zu Edward kaum Zeit für sie hat. Sie ist mit Eric und später mit Ben zusammen.

### Jessica Stanley
Jessica Stanley ist eine von Bellas ersten Schulfreunden in Forks. Jessica erweist sich als Tratschtante, ist aber dennoch eine gute Freundin Bellas. Jessica ist eifersüchtig auf Bella, da diese mit Edward Cullen zusammen ist. Oftmals dachte sie schlecht von ihr, da sie, die neue und unscheinbare Bella, seine Aufmerksamkeit geweckt hat und nicht Jessica. Sie war vor Bellas Umzug heimlich in ihn verliebt. Nach und nach kommt Jessica Anfang des vierten Teils mit Mike Newton zusammen. 